# Liste der Baudenkmäler in Thiersheim
Auf dieser Seite sind die Baudenkmäler in dem oberfränkischen Markt Thiersheim zusammengestellt. Diese Tabelle ist eine Teilliste der Liste der Baudenkmäler in Bayern. Grundlage ist die Bayerische Denkmalliste, die auf Basis des Bayerischen Denkmalschutzgesetzes vom 1. Oktober 1973 erstmals erstellt wurde und seither durch das Bayerische Landesamt für Denkmalpflege geführt wird. Die folgenden Angaben ersetzen nicht die rechtsverbindliche Auskunft der Denkmalschutzbehörde.

## Ensembles

### Ensemble Ortskern Thiersheim
Das Ensemble (Lage) umfasst neben dem unterhalb von Kirche und dem Kirchhof angelegten Marktplatz mit regelmäßigem Grundriss die in West-Ost-Richtung verlaufende Hauptstraße und den westlich angelagerten Siedlungsbereich der sogenannten Vorstadt. Die Entwicklung des 1182 erstmals erwähnten Marktfleckens ist eng mit den Trassen der Reichsstraßen Frankfurt/Main-Eger und Regensburg-Magdeburg verbunden. Der älteste Bereich der Siedlung befindet sich auf der Anhöhe mit der Kirche, dem Standort des Burghofes und mehreren angelagerten Höfen. Im Reichsland Eger gelegen, kam der Marktort nach mehreren Herrschaftswechseln im Zeitraum vom 15. bis zum späten 18. Jahrhundert in den Besitz der Burggrafen von Nürnberg. Neben der Landwirtschaft prägten vom ausgehenden Mittelalter bis zum frühen 20. Jahrhundert der Erzbergbau, die Weberei, der Speckstein-Abbau und die Kalkbrennerei die Wirtschaftsstruktur. 1791 gelangte der Ort an das Königreich Preußen und 1810 an das Königreich Bayern. Der Marktplatz, der eine starke Steigung aufweist, ist mit schmucklosen zweigeschossigen Traufseithäusern bebaut, die zum Teil aus dem 19. Jahrhundert stammen. An der oberen, nördlichen Seite liegt, den Platz dominierend, die im Kern spätromanische Pfarrkirche mit charakteristischem Kuppelturm. Kirche und Kirchhof sind in einen viereckigen Baublock einbezogen. Die unterhalb des Marktplatzes sich entlang ziehende Hauptstraße besitzt noch geschlossene Reihen schlichter zweigeschossiger Traufseithäuser im Biedermeier-Charakter. Neben der Mehrheit der Gebäude aus dem 19. Jahrhundert sind in diesem Bereich noch einige mit älteren Stilelementen vorhanden. 1925 fielen einem Großfeuer vier Häuser an der Hauptstraße zum Opfer, 1930 ausgehend vom Grundstück Burgstraße 5, das den Marktplatz unmittelbar nordwestlich begrenzt, 13 Häuser. Das Ensemble umfasst in der Hauptstraße fast die gesamte Distanz zwischen den ehemaligen Stadttoren Wunsiedler und Egerer Tor. Den nördlichen Ausgang bildete oberhalb der Kirche das ebenfalls nicht mehr existierende Thiersteiner Tor. Die Straßennamen Oberer und Unterer Stadtgraben weisen die frühere äußere Grenze der Marktsiedlung hin. Westlich der Hauptstraße, vor dem ehemaligen Wunsiedler Tor, weitet sich der Straßenraum zur Vorstadt auf. Der kleine trapezförmige Platz wird durch giebelständige Gebäude ebenso geprägt wie durch biedermeierliche Bebauung, die dem Bild an der Hauptstraße und dem Marktplatz entspricht. Aktennummer: E-4-79-158-1.

## Baudenkmäler nach Ortsteilen

### Thiersheim
| Lage                                                                  | Objekt                                                      | Beschreibung | Akten-Nr.     | Bild                                  |
| --------------------------------------------------------------------- | ----------------------------------------------------------- | --- | ------------- | ------------------------------------- |
| Badegasse 5 (Standort)                                                | Wohnhaus, ehemaliges Badhaus                                | Zweigeschossiger Satteldachbau, verputzt, bis etwa 1750 Badstube, im Kern 18. Jahrhundert | D-4-79-158-1  | BW                                    |
| Dr.-M.-Luther-Straße 1 (Standort)                                     | Ehemalige Schule, heute Wohnhaus                            | Zweigeschossig, massiv und verputzt, Schieferdach mit Gauben, auf der freien Seite mit Halbwalm ausgebildet, im Innern bezeichnet „1643“, Dachstuhl nach 1804 erneuert, vgl. Ensemble Thiersheim | D-4-79-158-4  | BW                                    |
| Nähe Dr.-M.-Luther-Straße, bei Nr. 10 (Standort)                      | Kellereingang                                               | Granit, wohl 18. Jahrhundert | D-4-79-158-6  | BW                                    |
| Dr.-M.-Luther-Straße 13 (Standort)                                    | Wohnhaus in Ecklage                                         | Zweigeschossig, massiv und verputzt, auf freier Seite mit abgewalmtem Dach, um 1800 | D-4-79-158-7  | BW                                    |
| Dr.-M.-Luther-Straße 18 (Standort)                                    | Wohnhaus                                                    | Zweigeschossiger Traufseitbau, im Kern spätbarock, 18. Jahrhundert, modernisiert | D-4-79-158-8  | BW                                    |
| Dr.-M.-Luther-Straße 22 (Standort)                                    | Wohnhaus                                                    | Rechte Hälfte eines zweigeschossigen, traufständigen Halbwalmdachbaus, im Kern spätbarock, zweite Hälfte 18. Jahrhundert, modernisiert, rückwärts hölzerner Stadel mit Laubengang, dieser mit Balustersäulchen und reich profiliertem Traufgesims, um 1800 | D-4-79-158-9  | BW                                    |
| Ehemalige Bahnlinie Wunsiedel - Holenbrunn – Selb Stadt (Standort)    | Bogenbrücke der ehemaligen Nebenbahnlinie Selb – Holenbrunn | Betonkonstruktion mit Sandsteinquaderverblendung, 1914 | D-4-79-158-38 | BW                                    |
| Hauptstraße 18 (Standort)                                             | Wohnhaus                                                    | Zweigeschossiger Traufseitbau, korbbogige Tor- und Fensterrahmungen aus Granit, reich geschnitztes Holztor, Biedermeier, Mitte 19. Jahrhundert | D-4-79-158-11 | BW                                    |
| Hauptstraße 29 (Standort)                                             | Ehemaliges Landgericht, heute Bürohaus                      | Dreigeschossiger Traufseitbau, massiv und verputzt, am freien Ende mit Stufengiebel, Teil eines 1858/59 errichteten Gebäudekomplexes (siehe Marktplatz 2) | D-4-79-158-13 | BW                                    |
| Hauptstraße 42 (Standort)                                             | Wohnhaus                                                    | Zweigeschossiger Traufseitbau, massiv und verputzt, an seitlichem, stichbogigem Granit-Torbogen bezeichnet „1853“ | D-4-79-158-15 | BW                                    |
| Hauptstraße 48 (Standort)                                             | Wohnhaus                                                    | Zweigeschossiger, traufständiger Mansarddachbau mit seitlichem, stichbogigem Granit-Torbogen und geschnitzten Torflügeln, Biedermeier, Mitte 19. Jahrhundert | D-4-79-158-16 | BW                                    |
| Marktplatz (Standort)                                                 | Brunnen und Kriegerdenkmal                                  | Achteckiges Granitbecken, 19. Jahrhundert, 1904 zum Springbrunnen umgebaut, Kriegerdenkmal, Granit, obeliskartiger Pfeiler, 1922, 1968 erweitert um zwei seitliche Steinkuben, in der Grünanlage des Marktplatzes | D-4-79-158-22 | Brunnen und Kriegerdenkmal            |
| Marktplatz 2 (Standort)                                               | Ehemaliges Landgericht, heute Rathaus                       | Eckgebäude mit abgewalmtem Dach, massiv und verputzt, an der Hauptstraße dreigeschossig, am Marktplatz zweigeschossig, hier Brandmauer zum Nachbarhaus mit Stufengiebel, Teil eines 1858/59 errichteten Gebäudekomplexes (siehe Hauptstraße 29) | D-4-79-158-19 | Ehemaliges Landgericht, heute Rathaus |
| Marktplatz 3 (Standort)                                               | Gasthaus „Weißes Ross“                                      | Stattlicher, zweigeschossiger Halbwalmdachbau, massiv und verputzt, spitzbogige Toreinfahrt, profiliertes Traufgesims, Schieferdach mit kleinen stehenden Gauben, 18./19. Jahrhundert | D-4-79-158-20 | Gasthaus „Weißes Ross“                |
| Marktplatz 6 (Standort)                                               | Evangelisch-lutherisches Pfarrhaus                          | Zweigeschossiger Halbwalmdachbau, massiv und verputzt, profiliertes Traufgesims, 1842 | D-4-79-158-21 | BW                                    |
| Marktplatz 8, Burgstraße 12 (Standort)                                | Evangelisch-lutherische Pfarrkirche                         | Im Kern spätromanisch, mehrfach erweitert, Turm und Taufkapelle spätes 13. Jahrhundert, dreiseitig geschlossener, mit Streben besetzter Chor um 1400, Langhaus samt Treppenturm 16. und 17. Jahrhundert, gestreckte welsche Haube Ende 17. Jahrhundert, Sakristeianbau, mit Ausstattung, ehemals befestigter Kirchhof, von der alten Kirchhofmauer Reste im Südwesten, Norden und Osten erhalten | D-4-79-158-18 | Evangelisch-lutherische Pfarrkirche   |
| Nähe Oberer Stadtgraben, nordwestlich unterhalb der Kirche (Standort) | Stadel                                                      | Teils aus Brockenmauerwerk, teils aus verschaltem Ständerwerk, die Granit-Türrahmung am Keller bezeichnet „1801“ | D-4-79-158-23 | BW                                    |
| Nähe Sandstraße, zwischen Haus Nummer 19 und 21 (Standort)            | Doppelstadel                                                | Teilweise gemauert, größtenteils in verschaltem Ständerwerk, jeweils mit Satteldach, zwei Eingänge mit Granitrahmungen, bezeichnet „1784“ und „1829“ | D-4-79-158-26 | BW                                    |
| Sandstraße 5 (Standort)                                               | Geohrte Türrahmung                                          | Granit, spätbarock, zweite Hälfte 18. Jahrhundert | D-4-79-158-24 | BW                                    |
| Sandstraße 11 (Standort)                                              | Wohnhaus                                                    | Zweigeschossiger Traufseitbau, massiv und verputzt, mit geohrter und profilierter Granit-Türrahmung, bezeichnet „1768“ | D-4-79-158-25 | BW                                    |
| Schulstraße 5 (Standort)                                              | Wohnstallhaus                                               | Zweigeschossiger Satteldachbau, Stallteil teilweise und Giebel in Fachwerk, bezeichnet „1752“, später umgebaut | D-4-79-158-27 | BW                                    |
| Vorstadt 1 (Standort)                                                 | Wohnhaus                                                    | Zweigeschossiger Traufseitbau mit Frackdach, Tür und Fenster der Mittelachse durch eine Granitrahmung betont, um 1800, später erweitert und verändert | D-4-79-158-29 | BW                                    |
| Vorstadt 4 (Standort)                                                 | Wohnhaus                                                    | Zweigeschossiger Bau mit abgewalmtem Dach auf der freien Seite, massiv und verputzt, Schieferdach mit dreieckförmigen Gauben, an geohrter und ornamentierter Granit-Türrahmung bezeichnet „1803“ | D-4-79-158-30 | BW                                    |

### Kothigenbibersbach
| Lage                            | Objekt      | Beschreibung | Akten-Nr.     | Bild |
| ------------------------------- | ----------- | --- | ------------- | ---- |
| Kothigenbibersbach 4 (Standort) | Wohnhaus    | zweigeschossiger Walmdachbau mit gefugten Ecklisenen, um 1800, verändert | D-4-79-158-34 | BW   |
| Kothigenbibersbach 7 (Standort) | Dreiseithof | Wohnstallhaus, zweigeschossiger Satteldachbau, verputzt, im Kern 17. Jahrhundert, Stadel, verschalter Ständerbau mit Satteldach, 18. Jahrhundert, Nebengebäude, Obergeschoss verschalte Ständerkonstruktion, Satteldach | D-4-79-158-35 | BW   |

### Leutenberg
| Lage                                  | Objekt                                       | Beschreibung                 | Akten-Nr.     | Bild |
| ------------------------------------- | -------------------------------------------- | ---------------------------- | ------------- | ---- |
| Etzlasreut, auf Weiherdamm (Standort) | Zwei Steinsäulen, sogenannte Steinerne Mägde | Granit, wohl mittelalterlich | D-4-79-158-36 | BW   |

## Ehemalige Baudenkmäler
In diesem Abschnitt sind Objekte aufgeführt, die früher einmal in der Denkmalliste eingetragen waren, jetzt aber nicht mehr. Objekte, die in anderem Zusammenhang also z. B. als Teil eines Baudenkmals weiter eingetragen sind, sollen hier nicht aufgeführt werden. Aktennummern in diesem Abschnitt sind ehemalige, jetzt nicht mehr gültige Aktennummern.

| Lage                                  | Objekt            | Beschreibung | Akten-Nr.     | Bild |
| ------------------------------------- | ----------------- | --- | ------------- | ---- |
| Thiersheim Burgstraße 14 (Standort)   | Granit-Türrahmung | Mit reichem Blüten-Reliefdekor, 18. Jahrhundert                                                                                        | D-4-79-158-3  | BW   |
| Thiersheim Hauptstraße 21 (Standort)  | Wohnhaus          | Zweigeschossiger Traufseitbau in Ecklage, massiv und verputzt, mit Halbwalm auf der freien Seite, Mitte 19. Jahrhundert, im Kern älter | D-4-79-158-12 | BW   |
| Grafenreuth Grafenreuth 10 (Standort) | Türrahmung        | Mit Oberlicht, bezeichnet mit „1784“; Türrahmung, bezeichnet mit „1784“ (ehemaliges Haus Nummer 9)                                     | D-4-79-158-32 | BW   |